# Vaca Muerta
Pour les articles homonymes, voir Vaca Muerta (homonymie).

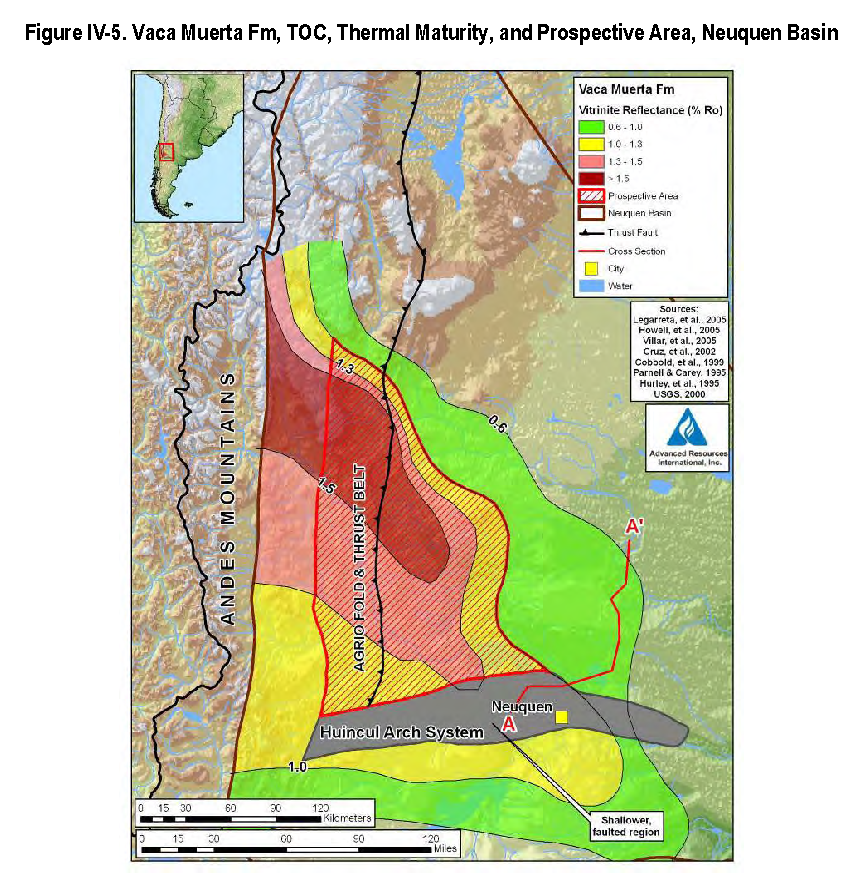
Maturité de la roche mère des hydrocarbures (Ro %) du schiste de Vaca Muerta. Le socle de Huincul est représenté en gris.

Vaca Muerta (littér. Vache morte) est une formation de pétrole et de gaz de schiste située dans la région de Neuquén, Río Negro et Mendoza en Argentine. Elle a été découverte en 2010 par des ingénieurs et des scientifiques argentins de l'entreprise Repsol YPF. Cela fut confirmé par les recherches de sa filière argentine en 2011, YPF. En novembre 2011, les réserves du gisement sont évaluées à environ 927 millions de barils (741 millions de pétrole, le reste de gaz). En février 2012, YPF réévalue cette estimation à 22,5 milliards de barils. Selon l'Energy Information Administration américaine, le site pourrait produire 16,2 milliards de barils de pétrole et 8 700 milliards de m3 de gaz.

## Chronologie
En 1999, la société espagnole Repsol prend le contrôle à 98,2 % de YPF, une société argentine de pétrole et de gaz, au moyen d'une transaction évaluée à 15 milliards de dollars américains.
Le 7 novembre 2011, YPF annonce la découverte d'un important gisement, dans la région de Vaca Muerta au sud-ouest de l'Argentine. Peu après, le gouvernement argentin de Cristina Fernandez entreprend de nationaliser 51 % de YPF, mesure adoptée par le Congrès argentin le 3 mai. Repsol réagit en poursuivant le gouvernement devant le CIRDI, rattaché à la Banque mondiale, et en cherchant à dissuader d'autres pétrolières de s'associer à YPF pour mener à bien l'exploitation de ce gisement. 
Le 16 juillet 2013, YPF et la société Chevron concluent un accord impliquant un investissement de 1,24 milliard de dollars, chiffre très inférieur à ce qui a été annoncé précédemment par le gouvernement argentin. Cet accord a suscité des critiques de l'opposition car c'est une offre créée spécialement pour la compagnie. De plus, à cause des jugements en délibération de Chevron en Équateur pour la destruction de l'environnement, des groupes écologistes et des communautés indigènes s'opposent à cet accord.
Le 25 novembre 2013, le gouvernement argentin accepte de compenser Repsol pour l'expropriation de 51 %  de ses actions dans YPF. La somme de 5 milliards de dollars est très inférieure aux attentes de Repsol, mais est toutefois acceptée de façon préliminaire par son conseil d'administration. Repsol possède encore 12 % des actions de YPF. La pétrolière mexicaine Pemex, qui possède 9,4 % de Repsol, envisage de développer le gisement.